# Muktijaya (Cilamaya Kulon)
Muktijaya is een bestuurslaag in het regentschap Karawang van de provincie West-Java, Indonesië. Muktijaya telt 4073 inwoners (volkstelling 2010).